# غوردن مكفرسون
غوردن مكفرسون مواليد 1947 (بالإنجليزية: Gordon D. McPherson)‏ هو عالم نبات أمريكي.